# Athyrium kenzo-satakei
Athyrium kenzo-satakei är en majbräkenväxtart som beskrevs av Kurata. Athyrium kenzo-satakei ingår i släktet Athyrium och familjen Athyriaceae. Utöver nominatformen finns också underarten A. k. jieguishanense.